# Liste der Kulturgüter in La Grande Béroche
Die Liste der Kulturgüter in La Grande Béroche enthält alle Objekte in der Gemeinde La Grande Béroche im Kanton Neuenburg, die gemäss der Haager Konvention zum Schutz von Kulturgut bei bewaffneten Konflikten, dem Bundesgesetz vom 20. Juni 2014 über den Schutz der Kulturgüter bei bewaffneten Konflikten sowie der Verordnung vom 29. Oktober 2014 über den Schutz der Kulturgüter bei bewaffneten Konflikten unter Schutz stehen.
Objekte der Kategorien A und B sind vollständig in der Liste enthalten, Objekte der Kategorie C fehlen zurzeit (Stand: 1. Januar 2023).

## Kulturgüter
| Foto | | Objekt | Kat. | Typ | Standort                                                        | Beschreibung                                                        |
| ---- | --- | --- | ---- | --- | --------------------------------------------------------------- | ------------------------------------------------------------------- |
| ja   | Datei hochladen · Wikidata zu Schloss Gorgier (Q5586285)                                              | Schloss Gorgier, mit Garten und Nebengebäuden / Château de Gorgier avec jardin et dépendances KGS-Nr.: 04020                                        | A    | G   | Gorgier, Rue du Château 27, 27.1 550266 / 195453                |                                                                     |
| ja   | Datei hochladen · Wikidata zu Baie de Bevaix (prähistorische Seeufersiedlung) (Q29522665)             | L’Abbaye 2, station lacustre néolithique / L’Abbaye 2, jungsteinzeitliche Seeufersiedlung KGS-Nr.: 09626                                            | A    | F   | Bevaix 553700 / 197420                                          | Teil des UNESCO-Welterbes «Prähistorische Pfahlbauten um die Alpen» |
| BW   | Datei hochladen · Wikidata zu Treytel à Sugiez, jungsteinzeitlicher Grab- und Kultbereich (Q29522677) | Treytel à Sugiez, jungsteinzeitlicher Grab- und Kultbereich / Treytel à Sugiez, zone funéraire et cultuelle néolithique KGS-Nr.: 09627              | A    | F   | Bevaix 551800 / 197001                                          |                                                                     |
| ja   | Datei hochladen · Wikidata zu Port Conty, jungsteinzeitliche Seeufersiedlung (Q29523317)              | Port Conty, jungsteinzeitliche Seeufersiedlung / Pont Conty, station lacustre néolithique KGS-Nr.: 09639                                            | A    | F   | Saint-Aubin-Sauges 549001 / 193301                              | Teil des UNESCO-Welterbes «Prähistorische Pfahlbauten um die Alpen» |
| ja   | Datei hochladen · Wikidata zu La Béroche, gallorömische Wohnstätte (Q29523308)                        | La Béroche, gallorömische Wohnstätte / La Béroche, établissement gallo-romain KGS-Nr.: 09641                                                        | A    | F   | Gorgier / Saint-Aubin 549200 / 194900                           |                                                                     |
| BW   | Datei hochladen · Wikidata zu Redoute des Bourguignons (Q2136346)                                     | La Redoute des Bourguignons, Siedlung und Hügelgräber der Hallstattzeit / La Redoute des Bourguignons, site et tumulus hallstattiens KGS-Nr.: 09642 | A    | F   | Vaumarcus, Route de Vernéaz 547004 / 192444                     |                                                                     |
| ja   | Datei hochladen · Wikidata zu Les Argillez, jungsteinzeitliche Seeufersiedlung (Q29522751)            | Les Argillez, jungsteinzeitliche Seeufersiedlung / Les Argillez, station lacustre néolithique KGS-Nr.: 11790                                        | A    | F   | Gorgier 550819 / 194989                                         | Teil des UNESCO-Welterbes «Prähistorische Pfahlbauten um die Alpen» |
| BW   | Datei hochladen · Wikidata zu Tivoli, neolithische Seeufersiedlung (Q131456152)                       | Tivoli, neolithische Seeufersiedlung / Tivoli, station lacustre néolithique KGS-Nr.: 00879                                                          | B    | F   | 548889 / 193156                                                 |                                                                     |
| BW   | Datei hochladen · Wikidata zu Schloss Bevaix (Q29785867)                                              | Schloss Bevaix / Château de Bevaix KGS-Nr.: 03935                                                                                                   | B    | G   | Bevaix, Rue du Château 1 552491 / 197779                        |                                                                     |
| ja   | Datei hochladen · Wikidata zu Reformierte Kirche (Q29785871)                                          | Reformierte Kirche / Temple KGS-Nr.: 03936 | B    | G   | Bevais, Rue du Temple a 552555 / 197936                         |                                                                     |
| ja   | Datei hochladen · Wikidata zu Vauroux, jungsteinzeitlicher Menhir (Q29785873)                         | Vauroux, jungsteinzeitlicher Menhir / Vauroux, menhir néolithique KGS-Nr.: 03937                                                                    | B    | F   | Bevaix, Chemin de Vauroux 550943 / 197191                       |                                                                     |
| BW   | Datei hochladen                                                                                       | La Foule, Industriebauten / La Foule, complexe industriel KGS-Nr.: 04021                                                                            | B    | G   | Gorgier, Rue de la Foulaz 19 550151 / 194904                    |                                                                     |
| ja   | Datei hochladen · Wikidata zu Reformierte Kirche (Q29786049)                                          | Reformierte Kirche / Temple KGS-Nr.: 04128 | B    | G   | Saint-Aubin, Rue du Temple 18 549324 / 194040                   |                                                                     |
| ja   | Datei hochladen · Wikidata zu Villa Pernod (Q29786050)                                                | Villa Pernod KGS-Nr.: 04129 | B    | G   | Saint-Aubin-Sauges, Rue de la Gare 4 549611 / 193962            |                                                                     |
| ja   | Datei hochladen · Wikidata zu Schloss Vaumarcus (Q29786091)                                           | Schloss Vaumarcus / Château de Vaumarcus KGS-Nr.: 04144                                                                                             | B    | G   | Vaumarcus, Le Château 11, 13 547934 / 192231                    |                                                                     |
| ja   | Datei hochladen · Wikidata zu Priorat (Q29785869)                                                     | Priorat / Prieuré KGS-Nr.: 11838 | B    | G   | Bevaix, Route de l’Abbaye a, a.1, a.2, a.3, a.4 553513 / 197692 |                                                                     |
| ja   | Datei hochladen · Wikidata zu Bauernhof Robert (Q29785908)                                            | Bauernhof Robert / Ferme Robert KGS-Nr.: 11871 | B    | G   | Gorgier, La Ferme Robert 546532 / 199303                        |                                                                     |
| ja   | Datei hochladen · Wikidata zu Waschhaus Brenaz (Q29785910)                                            | Waschhaus Brenaz / Lavoir de Brenaz KGS-Nr.: 11872                                                                                                  | B    | G   | Gorgier, Rue du Château 549933 / 195122                         |                                                                     |
| ja   | Datei hochladen · Wikidata zu Badepavillon (Q29785912)                                                | Badepavillon / Pavillon de bains KGS-Nr.: 11873 | B    | G   | Gorgier, Chemin de la Grève 550419 / 194595                     |                                                                     |